# Same d'Ume
Le same d’Ume est une langue same parlée par une vingtaine de personnes en Suède et en Norvège. Il s’agit d’une langue en danger.

## Écriture
| a | á | b | d | đ | e | f | g | h | i | ï | j | k | l | m |
| n | ŋ | o | p | r | s | t | ŧ | u | ü | v | y | å | ä | ö |

Les ouvrages de référence marquent a longueur des voyelles à l'aide du macron: ‹ ū ǖ å̄ ›